# Jean-Pierre Kelche
Jean-Pierre Kelche, né le 19 janvier 1942 à Mâcon (France), est un militaire de carrière français. Général d'armée, il est chef d'état-major des armées du 9 avril 1998 au 29 octobre 2002, puis grand chancelier de la Légion d'honneur du 4 juin 2004 au 9 juin 2010.

## Biographie

### Formation
Jean-Pierre Kelche intègre en 1961 l'École spéciale militaire de Saint-Cyr, au sein de la 148ème promotion Bir Hakeim (1961-1963). Ensuite, il choisit l’infanterie de marine et poursuit sa formation à l’école d’application de l’infanterie à Saint-Maixent.

### Carrière militaire
Il commence sa carrière comme chef de section au 23e régiment d'infanterie de marine de Maisons-Laffitte dès 1964 puis au 8e régiment de parachutistes d'infanterie de marine de 1965 à 1967. Ensuite il est nommé chef de peloton amphibie au 5e régiment interarmes d'outre-mer de Côte d'Ivoire avant de devenir en 1968 chef de section d'élèves à l'École spéciale militaire de Saint-Cyr.
Après avoir suivi le cours de l'école d'état-major, il prend les fonctions de commandement de compagnie au 5e régiment interarmes d'outre-mer de Djibouti en 1971.  De retour en métropole, en 1973, il est affecté comme rédacteur à la section études du monde occidental au bureau renseignement relations internationales de l’état-major de l'armée de terre.
De 1976 à 1977, il est stagiaire de l’École supérieure de guerre Il quitte ensuite de nouveau la métropole pour devenir chef du bureau instruction et officier supérieur adjoint à l'état-major du général commandant supérieur des forces armées aux Antilles-Guyane en Martinique. Il devient alors tour à tour, commandant en second du régiment de marche du Tchad à Montlhéry de 1981 à 1983, officier traitant à la cellule doctrine, puis à la cellule coordination du bureau études de l'état-major de l'armée de terre de 1983 à 1985, commandant du 5e régiment interarmes d'outre-mer de 1985 à 1987 puis adjoint tactique au bureau études de l'état-major de l'armée de terre. Il en prend d'ailleurs la direction en 1990.
Nommé général de brigade le 1er mars 1991, il devient adjoint au commandant la 5e division blindée de Landau avant de devenir chef de la division « plans, programmes, évaluation » à l'état-major des armées entre 1992 et 1995. Il est promu général de division le 1er septembre 1994. Il est ensuite chef du cabinet militaire du Premier ministre du 18 septembre 1995 au 27 août 1996.
Le 1er mars 1996, il est promu général de corps d'armée. Jean-Pierre Kelche est ensuite nommé major général des armées le 28 août 1996. Ce poste le conduit notamment à diriger la « revue des programmes d'armement, tentative de remise en ordre des commandes de l'État en matière de défense ».

### Chef d'état-major des armées
Jean-Pierre Kelche est nommé chef d'état-major des armées le 9 avril 1998, et élevé au rang et appellation de général d'armée à la même date,,. Il succède au général d'armée aérienne Jean-Philippe Douin.
En tant que chef d'état-major, il dirige notamment les opérations Trident (Kosovo, 1999-2000), Héraclès (Afghanistan, 2001-2002) et Épidote (Afghanistan, commencée en 2002). En parallèle, il poursuit la conduite de la professionnalisation des armées à la suite de la fin du service militaire en France. Il doit également prendre en charge les conséquences des manifestations des gendarmes en décembre 2001.
Le 14 juillet 2002, il est au côté de Jacques Chirac dans le VLRA présidentiel lorsque Maxime Brunerie tente d'assassiner le président.
Il fait ses adieux aux armes le 29 octobre 2002, dans la cour de l'hôtel des Invalides, au cours d'une cérémonie présidée par le président Jacques Chirac,. Il quitte ses fonctions de chef d'état-major des armées le même jour. Son successeur est le général d'armée Henri Bentégeat.

### Grand chancelier de la Légion d'honneur
Le 4 juin 2004, Jean-Pierre Kelche est nommé grand chancelier de la Légion d'honneur. À ce titre, il présente le grand collier de la Légion d'honneur à Nicolas Sarkozy lors de son investiture, le 16 mai 2007. Le général d'armée Jean-Louis Georgelin lui succède le 9 juin 2010.

### Vie privée
Le général d'armée Jean-Pierre Kelche est le fils du Colonel André Kelche, résistant, mort en 1999. Pendant la Seconde Guerre mondiale, André Kelche a appartenu au réseau de résistance Reims, qui, fin 1943, sera contrôlé par le réseau Gallia, après un accord entre le Bureau central de renseignement et d’action (BCRA), à Londres, et la Sûreté belge. Titulaire de la croix de guerre 1939-1945, de la croix de guerre belge et de la médaille de la Résistance, le colonel (en retraite) Kelche était chevalier de la Légion d’honneur.
Le général d'armée Jean-Pierre Kelche est marié et père de deux enfants.

## Décorations

### Décorations françaises
- Grand-croix de la Légion d'honneur en 2004[18] (grand officier en 2001[18]).
- Grand-croix de l'ordre national du Mérite.

### Décorations étrangères
- Commandeur de l'ordre du Mérite de la République fédérale d'Allemagne (Allemagne).
- Grand-croix de l'ordre du Libérateur San Martín (Argentine).
- Grand officier de l'ordre de Léopold II (Belgique).
- Commandeur de l'ordre national de la Croix du Sud (Brésil).
- Commandeur de l'ordre national du Burkina Faso (Burkina Faso).
- Commandeur de la Legion of Merit (États-Unis).
- Grand-croix de l'ordre du mérite militaire (Émirats arabes unis).
- Commandeur de l'ordre national du Mérite (Gabon).
- Grand cordon de l'ordre du mérite militaire (Jordanie) (en)
- Grand commandeur de l'ordre de Georges Ier (Grèce).
- Officier de l'ordre national de Madagascar (Madagascar).
- Grand-croix de l'ordre du Ouissam alaouite (Maroc).
- Grand officier de l'ordre pro Merito Melitensi (Ordre souverain de Malte).
- Grand-croix du Mérite militaire (en) (Portugal).
- Commandeur de l'ordre d'Aviz (Portugal).
- Grand officier de l'ordre du Mérite (Sénégal).
- Commandeur de l'ordre national du Lion (Sénégal).
- Darjah Utama Bakti Cemerlang (militaire) (en) (Singapour).
- Grand officier de l'ordre national du Québec (Gouvernement du Québec).
- Première classe de l'ordre du mérite du ministère de la défense (Tchéquie).